# Bactrocera latifrons
Bactrocera latifrons är en tvåvingeart som först beskrevs av Friedrich Georg Hendel 1915.  Bactrocera latifrons ingår i släktet Bactrocera och familjen borrflugor. Inga underarter finns listade.